# Розважа
Розва́жа — улица в Великом Новгороде. Расположена на Софийской стороне, в южной части исторического Неревского конца. Берёт начало от перекрёстка с улицами Газон и Большая Санкт-Петербургская и проходит до моста Александра Невского. Протяжённость — 400 м. Название происходит от древнерусского имени Розвад.

## История
Первое упоминание Розважей улицы относится ко второй половине XIII века и встретилось в берестяной грамоте № 1055:
на Розва[ж]и уличи. Вдаи кожу ѡстафьи декону, а зъ с тобою саме сѧ ведаю. Кожѧ ми надобе
‘[Поклон от такого-то такому-то] на Розваже улице. Отдай кожю Остафье-дьякону, а я с тобою сам рассчитаюсь. Кожа мне нужна’.
Далее упоминается в Новгородской первой летописи под 6819 (1311) годом в связи с пожаром в Неревском конце:
И потомъ июня въ 28 в нощь загорѣся на Розважи улици Глѣбовъ дворъ, и погорѣ конець Неревьскыи .
Параллельно Розваже по территории современного Кремлёвского парка проходила улица Садовая. Между ними в XIX—начале XX века располагался госпиталь и подворье Ефремо-Перекомского монастыря.
В XX веке улица Розважская:
- после революции была переименована в улицу Володарского;
- 1 апреля 1946 года решением Новгорисполкома улица была переименована в Садовую;
- 16 сентября 1971 года решением исполкома Новгорсовета переименована в улицу Горького, как бы продолжив таким образом уже существовавшую улицу Горького (См. улица Газон);
- 12 сентября 1991 года Новгорсовет народных депутатов возвратил историческое название.

После Великой Отечественной войны застроена административными и жилыми зданиями. В настоящее время (2011) застройка улицы односторонняя, по нечётной стороне; на Розваже находятся УВД Новгородской области, здание старого универмага. На противоположной стороне располагается Кремлёвский парк.